# Rubén Olivares
Rubén Olivares est un boxeur mexicain né le 14 janvier 1947 à Mexico.

## Carrière
Il devient champion du monde des poids coqs WBA et WBC le 22 août 1969 en battant l'australien Lionel Rose par KO au 5e round. Battu le 16 octobre 1970 par son compatriote Chucho Castillo, il prend sa revanche le 2 avril 1971 mais s'incline devant un autre boxeur mexicain, Rafael Herrera, le 19 mars 1972.
Olivares poursuit alors sa carrière en poids plumes et s'empare du titre de champion d'Amérique du Nord NABF aux dépens de Bobby Chacon le 23 juin 1973. Il remporte l'année suivante le titre vacant WBA face à Zensuke Utagawa (qu'il perd contre Alexis Arguello le 23 novembre 1974) et enfin la ceinture WBC en battant une deuxième fois Bobby Chacon le 20 juin 1975.

## Distinction
- Rubén Olivares est membre de l'International Boxing Hall of Fame depuis 1991.
- Élu Meilleur pugiliste mondial de février 1971 par le World Boxing Council